# Ignacio Soldevila
Ignacio Soldevila Durante (Valencia, 3 de noviembre de 1929-Quebec, 19 de septiembre de 2008) fue un filólogo español, especializado en la historia y crítica de la literatura española, la mayor parte de su vida vivió en Quebec, Canadá.

## Biografía
Entre los numerosos autores y temas a los que prestó su atención, destacan, principalmente, Max Aub, a quien dedicó su tesis doctoral y por cuyos estudios sobre el mismo (además de por el conjunto de su obra) se le concedió en el año 2002 el Premio Lluís Guarner, y la narrativa española de la segunda mitad del siglo XX, a la que dedicó dos extensas monografías.
Licenciado en Filología Románica en Madrid y Doctor en Letras en Quebec, fue profesor y catedrático en la Universidad Laval de esa ciudad canadiense desde 1956 hasta su jubilación y también Miembro correspondiente de la Real Academia Española y miembro de la Academia Norteamericana de la Lengua. Colaboró como crítico literario en varias revistas académicas y de actualidad, como Papeles de Son Armadáns, Ínsula o Quimera, y en periódicos como El Sol y ABC.